# Safety Steam Automobile Company
Safety Steam Automobile Company war ein US-amerikanischer Hersteller von Kraftfahrzeugen.

## Unternehmensgeschichte
Das Unternehmen wurde 1901 gegründet. Der Sitz war in Boston und die Fabrik in Ipswich, beides in Massachusetts. Im gleichen Jahr begann die Produktion von Automobilen. Der Markenname lautete Safety. 1902 endete die Produktion.

## Fahrzeuge
Im Angebot standen ausschließlich Dampfwagen. Sie hatten einen Dampfmotor mit einem Zylinder. Er trieb über eine Kette die Hinterachse an. Zur Wahl standen ein kleiner Runabout mit zwei Sitzen, ein Brake mit vier Sitzen und ein leichter Lieferwagen.